# 魔界天使ジブリール -episode2-
『魔界天使ジブリール -episode2-』（まかいてんしジブリール エピソード2）は、2005年4月22日にフロントウイングから発売された18禁アドベンチャーゲーム。『魔界天使ジブリール』の続編。
2008年には続編『魔界天使ジブリール -episode3-』が発売された。

## 作品概要
基本的コンセプトは前作と同様だが、本作ではさらにヒロインの一人が敵に捕らえられており、ひたすら陵辱を受けるパートが追加されている。なお陵辱のシチュエーションは公式HPにて一般公募された物が採り入れられており、前作より触手度が高くなっている。

## あらすじ
悪魔との戦いに勝利し、晴れて恋人同士となった直人とリカ。残り少ない夏休みを共に過ごしていた二人の許へ突然、海外に留学していた直人の妹・ひかりが帰って来る。ブラコンのひかりは二人が恋人になった事を知りショックを受けるが、とりあえず新学期から3人で同じ学園に通う事になる。
平和な日々もつかの間、新たな魔界からの刺客である少女ロコ・コが現れ、その圧倒的な力の前にリカ=ジブリールは敗北、魔界に捕らえられてしまう。
この非常事態に天使ラヴリエルは、ひかりにアモーレを与えて新たな聖天使とする事を提案。リカを救うためとは言え妹とのエッチに躊躇する直人だったが、ひかりが受け容れた事で聖天使「ジブリール アリエス」が誕生する。かくして、魔界で陵辱の限りを尽くされるリカを救うため、直人とひかりの戦いとエッチの日々が始まるのだった。

## 登場人物
神野 直人（じんの なおと）
声：神城優斗
主人公。かなりのスケベで、本作では成り行きとは言え妹ともエッチする事に。ラヴリエルとのどつき漫才も健在。
神野 ひかり（じんの ひかり）
声：北都南
直人の妹。極度のブラコン。リカとも姉妹の様に仲が良いが、直人をめぐって火花を散らす事も。
聖天使ジブリール アリエス（せいてんしジブリール アリエス）
ひかりが天使の力で変身した姿。名称はひかりが牡羊座生まれである事に由来。
真辺 リカ（まなべ リカ）
声：青山ゆかり
直人の幼馴染。前作で晴れて恋人同士となる。
聖天使ジブリール（せいてんしジブリール）
リカが天使の力で変身した姿。ロコ・コに敗れて捕らえられ、魔王復活の生け贄として陵辱される。
ラヴリエル・ド・ドットプランシェ
声：野神奈々
天使。漫才要員。
ミスティメイ
声：まきいづみ
ロコ・コにより芽衣美と分離し、完全な悪の化身となる。ロコ・コとは犬猿の仲。
音無 芽衣美（おとなし めいみ）
声：まきいづみ
不幸少女。ミスティメイと分離したショックで入院中。
ロコ・コ
声：成瀬未亜
悪魔。何故か女子高生風のブレザースタイルの少女。

## スタッフ
- シナリオ：反転星・橘ぱん・苑脇つぐみ
- 原画：空中幼彩
- オープニングテーマ 『little my star』
  - 作曲・作詞・歌：U
- オープニングアニメーション：渡辺明夫

## 関連商品

### アニメ
- アダルトアニメ作品。Vol.1〜Vol.3まではアニマックより発売されたが、Vol.4発売前にアニマックが活動を停止、その後ミルキーレーベルが版権を引き継ぎ、Vol.4が発売されることとなった。ベスト版もミルキーレーベルから発売されている。
  1. 2007年5月25日発売
  2. 2007年7月28日発売
  3. 2007年9月28日発売
  4. 2009年1月25日発売

  - THE BEST 2009年7月25日発売

### 書籍
- 小説「魔界天使 ジブリール -episode2-」
  - 2005年12月発売、影山二階堂 著、ハーヴェスト出版刊 ISBN 4-434-07106-8
- ビジュアルファンブック
  - 2005年11月発売、宙出版刊 ISBN 4-7767-9225-7
- 魔界天使ジブリール ＋EPISODE2
  - 2005年3月発売、宙出版刊 ISBN  4-7767-9134-X
- 魔界天使ジブリール EPISODE2 - ゲームアンソロジーコミック
  - 2005年9月発売、宙出版刊 ISBN  4-7767-9217-6